# Acanthemblemaria chaplini
Acanthemblemaria chaplini är en fiskart som beskrevs av Böhlke, 1957. Acanthemblemaria chaplini ingår i släktet Acanthemblemaria och familjen Chaenopsidae. Inga underarter finns listade i Catalogue of Life.